# Lepidodasys
Lepidodasys is een geslacht van buikharigen uit de familie van de Lepidodasyidae. De wetenschappelijke naam van het geslacht soort werd voor het eerst geldig gepubliceerd in 1926 door Remane.

## Soorten
- Lepidodasys arcolepis Clausen, 2004
- Lepidodasys castoroides Clausen, 2004
- Lepidodasys laeviacus Lee & Chang, 2011
- Lepidodasys ligni Hochberg, Atherton & Gross, 2013
- Lepidodasys martini Remane, 1926
- Lepidodasys platyurus Remane, 1927
- Lepidodasys tsushimaensis Lee & Chang, 2011
- Lepidodasys unicarenatus Balsamo, Fregni & Tongiorgi, 1994
- Lepidodasys worsaae Hochberg & Atherton, 2011